# Christoph Watrin
Christoph Watrin,(også kendt som ”Chris”) er født den 7. august 1988, og er medlem af det tyske boyband US5.
Christoph Watrin er født og opvokset i Köln, Tyskland, og han blev medlem af US5 mens han stadig gik i skole.